# Dinocheirus transcaspius
Dinocheirus transcaspius är en spindeldjursart som först beskrevs av Vladimir V. Redikorzev 1922.  Dinocheirus transcaspius ingår i släktet Dinocheirus och familjen blindklokrypare. Inga underarter finns listade i Catalogue of Life.